# Quesnoy-sur-Airaines
Quesnoy-sur-Airaines is een gemeente in het Franse departement Somme (regio Hauts-de-France) en telt 475 inwoners (2005). De plaats maakt deel uit van het arrondissement Amiens.

## Geografie
De oppervlakte van Quesnoy-sur-Airaines bedraagt 16,2 km², de bevolkingsdichtheid is 29,3 inwoners per km².
De onderstaande kaart toont de ligging van Quesnoy-sur-Airaines met de belangrijkste infrastructuur en aangrenzende gemeenten.

## Demografie
Onderstaande figuur toont het verloop van het inwonertal (bron: INSEE-tellingen).